# ティエリー2世 (ロレーヌ公)

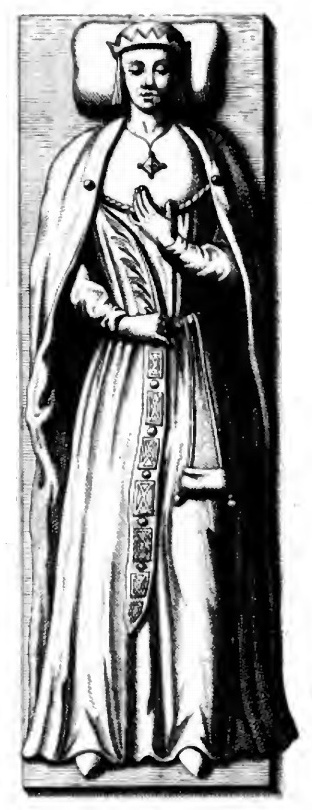
ティエリー2世のものとされる横臥像

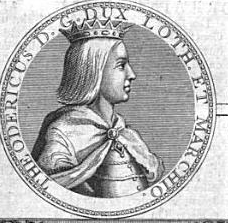
フェルディナン・ド・サンテュルバン作のティエリー2世の肖像画

ティエリー2世（フランス語：Thierry II, 1040/50年 - 1115年12月30日）は、ロレーヌ公（在位：1070年 - 1115年）。ロレーヌ公ジェラールとエドヴィジュ・ド・ナミュールの息子。アルデンヌ家のティエリー1世（ディートリヒ1世）をロレーヌ公として数えず、この人物をティエリー1世とする場合もある。

## 生涯
1070年に父が死去すると、ティエリーとモンベリアル伯およびバル伯のルイ・ド・ムッソンの間で後継者争いが勃発し、ティエリーの継承権は前公フリードリヒ2世の娘で相続人であるルイの妻ゾフィアにかかっていた。ティエリーは自分の権利を確認するためにロレーヌ貴族を議会に召集し、弟のジェラールにヴォーデモン伯領を与えて支援を確保した。議会はティエリーを選出したが、ルイはその直後に亡くなり、その権利を息子のティエリーに継承し、ティエリーが公爵位を主張した。皇帝ハインリヒ4世が仲裁し、皇帝は最終的にティエリー・ダルザスにロレーヌ公領の所有権を認めた。
ロレーヌ公は神聖ローマ帝国の忠実な家臣であった。皇帝の臣下として、ティエリーはサクソン人に対するいくつかの遠征に参加し、皇帝と教皇グレゴリウス7世およびウルバヌス2世との間の対立においては皇帝側についた。その見返りに、ティエリーはハインリヒ5世から辺境伯の称号を与えられ、ティエリーの後継者は「ロレーヌ公および辺境伯」という称号を用いることとなる。その一方で、ハインリヒ4世とその息子ハインリヒ5世との間のザーリアー家の内部対立や、10年後のハインリヒ5世とロタール・フォン・ズップリンブルクとの間の争いにおいては、どちらかの側につくことを拒否した。
ティエリー2世はまた、1095年に教皇ウルバヌス2世がヨーロッパのキリスト教徒に対しエルサレム解放を呼びかけるクレルモン宣言を行った際に十字軍への参加を考えたが、健康状態を理由に教皇特使により誓約を免除された。そこでティエリーはロレーヌの騎士らに十字軍への参加を呼びかけた。
ティエリーはまた、父親の政策を引き継いで領内の発展にも努めた。ナンシーの拡張と発展のため、1080年にノートルダム修道院を建立した。現在のアルセナル広場の近くに位置する、モレーム修道院の娘修道院であったこのベネディクト会の修道院は、ナンシーで最初のものであった。修道院の施設は革命中に破壊されたが、教会の門は保存され、現在はロレーヌ博物館に所蔵されており、ナンシーの数少ないロマネスク様式の遺跡の1つとなっている。ティエリー2世は、1080/90年ごろにヌフシャトーの城郭も建設した。この城は聖ニコラ教会の周りに作られた新しい町を守った。その後、市場と造幣局が建設され、町の経済的繁栄に貢献した。
ティエリー2世は1115年12月30日に死去した。ティエリーの埋葬場所は正確にはわかっていない。ロレーヌの歴史家は、ティエリーが創建したノートルダム・ド・ナンシー修道院と、母エドヴィジュ・ド・ナミュールが創建し埋葬されたサンピエール・ド・シャトノワ修道院のいずれかとしており、特に後者については17世紀より支持された。その修道院の回廊には、ティエリー2世のものであるとされる肖像画が刻まれた墓があった。これは女性のものであると解釈する人もいるが、帽子をかぶり、鋸歯状の冠をかぶっていた。しかし革命中に破壊され、18世紀の彫刻だけが残されている。
1812年および1818年に、子孫であるオーストリア皇帝フランツ1世は修道院の遺跡で発掘調査を行い、遺骨をナンシーの霊廟に改葬することとした。遺骨が発見され、それらはティエリー2世とその妃のものとされた。しかし、遺骨が霊廟に届くことはなかった。遺骨を奪われたくなかったシャトノワの住民が、地元の墓地あるいは教会に再び埋葬したといわれている。今日、記念碑とティエリー2世のものと考えられた遺骨が消失したため、これを明らかにすることはできない。
墓がティエリー2世のものであったかどうかはともかく、横臥像は公爵の像として、フェルディナン・ド・サンテュルバンがロレーヌのメダルに描いたティエリー2世の肖像画のモデルとなった。

## 結婚と子女
ティエリー2世は1075年ごろにヘートヴィヒ・フォン・フォルムバッハと結婚した。ヘートヴィヒはロタール・フォン・ズップリンブルクの生母である。2人の間に以下の子女が生まれた。
- シモン1世（1076年 - 1138年） - ロレーヌ公
- ジェルトリュード（ペトロニーユ、1082年頃 - 1144年） - ホラント伯ウィレム1世と結婚

ヘートヴィヒの死後、1095年ごろにフランドル伯ロベール1世とゲルトルート・フォン・ザクセンの娘ジェルトリュードと結婚した。ジェルトリュードはルーヴェン伯アンリ3世の未亡人で、アンリ3世との間に後にシモン1世の妃となるアデライードを含む4女をもうけていた。この結婚で以下の子女が生まれた。
- ティエリー（1099年/1101年 - 1168年） - ビッチュ領主、のちフランドル伯
- アンリ1世（1165年没） - トゥール司教
- イド - ブルクハウゼン伯ジークフリート（1104年没）と結婚
- エルマンガルド - ベルナール3世・ド・ブランシオンと結婚
- ジゼル - ザールブリュッケン伯フリードリヒと結婚
- ユーフロニー[7] - 1150年にルミルモン女子修道院長